# Nuncia chilensis
Nuncia chilensis is een hooiwagen uit de familie Triaenonychidae.